# Dalkomhan insaeng
Dalkomhan insaeng (Koreaans: 달콤한 인생, internationaal verschenen als A Bittersweet Life) is een Zuid-Koreaanse misdaad/actiefilm uit 2005 onder regie van Kim Ji-woon, die het verhaal zelf schreef.

## Verhaal

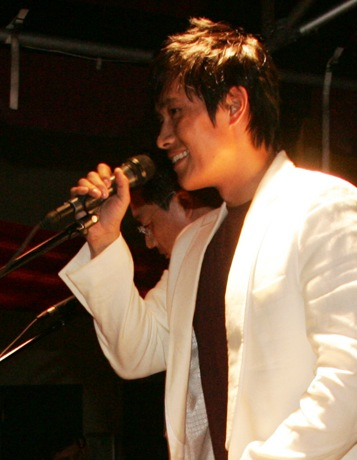
Lee Byung-hun

Kim Sun-woo (Lee Byung-hun) werkt voor maffiabaas Kang (Kim Yeong-cheol) als gevechtsspecialist, om voor hem zijn vuile zaakjes op te knappen. Hij is spijkerhard, maar tegelijkertijd hondstrouw aan zijn werkgever. In die hoedanigheid fluit hij dan ook regelmatig Moon-suk (Kim Roe-ha) terug, die eveneens voor Kang werkt, maar ondertussen ook stiekem voor zichzelf voordeeltjes probeert te regelen waar zijn baas niets van afweet.
Kang vraagt Sun-woo voor hem drie dagen op Hee-soo (Min-a Shin) te letten, zijn jongere minnares. Hij wil dat Sun-woo in de gaten houdt of ze niet stiekem met andere mannen omgaat in zijn afwezigheid. Mocht hij haar daarop betrappen, dan dient hij zowel haar als de minnaar op te ruimen.
Hoewel Hee-soo haar best doet Sun-woo te misleiden, betrapt hij haar terwijl ze een andere minnaar in haar badkamer verstopt heeft. Hij is alleen erg onder de indruk van de schoon- en puurheid van de celliste en spaart haar leven. Wanneer zij en haar minnaar beloven elkaar nooit meer te zien, is hij bereid het voorval geheim te houden.
Wanneer Sun-woo kort daarna thuis zit te ontspannen, wordt hij belaagd door een dusdanige groep gewapende mannen, dat hij zich er niet uit kan redden. Hij raakt bewusteloos en komt opgeknoopt hangend in touwen weer bij bewustzijn. Voor hem staat Moon-suk. Kang is erachter gekomen wat Sun-woo voor hem verborgen hield en heeft Moon-suk de opdracht gegeven hem af te maken vanwege zijn ontrouw. Deze hakt een paar vingers af van Sun-woos rechterhand, waarna hij hem met zijn knechten levend begraaft in een vers gedolven graf. Sun-woo ontkomt niettemin en trekt eropuit om iedereen die hem uit de weg wilde ruimen van hetzelfde laken een pak te geven.

## Rolverdeling
| Acteur          | Personage   |
| --------------- | ----------- |
| Lee Byung-hun   | Kim Sun-woo |
| Kim Yeong-cheol | Kang        |
| Min-a Shin      | Hee-soo     |
| Kim Roe-ha      | Moon-suk    |

## Prijzen
- Baek Sang Art Awards - beste acteur (Byung-hun Lee)
- Grand Bell Awards - beste mannelijke bijrol (Jeong-min Hwang)

## Trivia
- De Koreaanse titel Dalkomhan insaeng betekent letterlijk 'het goede leven'.
- Regisseur Kim Ji-woon gaf Byung-hun Lee opnieuw een hoofdrol in zijn film Joheunnom nabbeunnom isanghannom (internationaal verschenen als The Good, the Bad, the Weird) uit 2008.